# Gianluca Colarusso
Gianluca Colarusso (Napoli, 27 maggio 1971 – Roma, 8 novembre 2002) è stato un dirigente pubblico italiano.

## Biografia
Terminato il liceo classico ad Aversa, si trasferisce a Milano, dove nel 1995 si laurea a pieni voti in Economia presso l'Università Bocconi.
Dal 1999 al 2001 studia presso la Scuola Superiore della Pubblica Amministrazione (oggi SNA), a Roma, dove frequenta il 2º Corso-concorso di formazione dirigenziale, un'iniziativa volta a reclutare giovani professionisti nella dirigenza della pubblica amministrazione italiana.
Appena trentenne consegue la qualifica di Dirigente dello Stato ed assume l'incarico di Direttore dell'Ufficio Relazioni Internazionali presso il Dipartimento del Debito pubblico del Ministero dell'economia e delle finanze (MEF). In tale veste anima la cooperazione internazionale in materia di gestione del debito pubblico,
Nel corso degli anni 2001 e 2002, ispira la creazione della Rete PDM (Public Debt Management Network in Emerging Markets). Si tratta di un'iniziativa multilaterale - che coinvolge il MEF, l'OCSE, e dal 2013 anche la Banca Mondiale - rivolta ai Paesi emergenti ed in via di transizione, avente come scopo la diffusione delle conoscenze e condivisione delle migliori pratiche internazionali sulla gestione del debito pubblico, attraverso la costituzione di un network di assistenza, che al 2018 conta oltre 660 iscritti da più di 110 Paesi nel mondo, oltre a migliaia di utenti del sito dedicato.
Colarusso, inoltre, rappresenta la Direzione del Debito Pubblico in appuntamenti internazionali sulla materia, ed organizza visite di studio presso la Direzione del Debito Pubblico per rappresentanti degli uffici per la gestione del debito di Russia, Brasile, Israele e Turchia, esperienza ripetuta molte altre volte negli anni successivi.
Un suo contributo sulla gestione del debito pubblico in Italia viene inserito tra i casi di studio delle "Linee guida per la gestione del debito pubblico" del 2001 del Fondo Monetario Internazionale - Banca Mondiale, primo documento internazionale sulle best practices per la gestione del debito sovrano.
È stato tra i fondatori dell'Associazione Allievi SSPA (oggi Associazione Allievi SNA).
Prematuramente scomparso nel 2002, gli è stata dedicata l'Aula magna della Scuola nazionale di Amministrazione a Roma.